# 原核释放因子
有三种已知的原核释放因子涉及翻译的终止。
- RF1 识别终止密码子 UAA 和 UAG；
- RF2 识别终止密码子 UAA 和 UGA；
- RF3 不识别终止密码子，而是与其他释放因子一起释放肽链终止翻译。

释放因子形成的构象与tRNA类似，可以进入核糖体的A位，与mRNA上的终止密码子进行识别。一旦RF1（或RF2）和RF3结合到核糖体上，核糖体的大小亚基就会解离，多肽链被释放，从而完成翻译。